# Universitat Yale
La Universitat Yale és una institució d'educació superior privada situada a New Haven, Connecticut. Va ser fundada l'any 1701 com a Collegiate School, essent la tercera universitat més antiga dels Estats Units i un dels nou "col·legis colonials" fundats abans de la Declaració d'Independència. Anys més tard el seu nom canviaria a Yale College en honor del benefactor Elihu Yale, i més endavant seria reanomenada Yale University.
Com set altres universitats privades històriques del nord-est americà, Yale forma part de l'Ivy League, una lliga atlètica que reuneix institucions d'educació terciària famoses per la seva excel·lència acadèmica, tradició elitista, alta selectivitat i grans dots financers. En concret, Yale té la segona dotació financera més gran dels Estats Units, amb un total de 30.295 milions de dòlars, i una taxa d'admissió extremadament baixa, d'un 6.6%. La cèlebre Escola de Dret només admet un 6.9% dels sol·licitants, sent la més selectiva del país.
El campus de Yale es troba al centre de New Haven, una ciutat de mida mitjana al sud de Nova Anglaterra. L'estil arquitectònic que hi predomina és el neogòtic típic de moltes universitats americanes, inspirat en Oxford i Cambridge. En particular, Yale va voler replicar el sistema col·legiat que caracteritza universitats del Regne Unit. Actualment, la Universitat Yale compta amb catorze colleges als quals els estudiants de primer cicle pertanyen.
La Universitat Yale destaca per la seva presència en l'imaginari col·lectiu i la cultura popular nord-americana com una de les universitats més icòniques dels Estats Units, amb exalumnes que han desenvolupat carreres d'èxit en àmbits com la política o les arts; són famoses també les societats secretes a les quals els estudiants d'últim any poden optar integrar. L'impacte acadèmic de la institució, especialment robust en les àrees de les humanitats i el dret, ha estat reconegut per publicacions acadèmiques, que la solen classificar entre les 5 millors universitats dels Estats Units i les 15 primeres del món.

## Orígens
L'origen de Yale té a veure amb una llei que establia la llibertat per erigir una escola col·legiata, una possible carta aprovada a la ciutat de New Haven pel Tribunal General de la Colònia de Connecticut el 9 d'octubre de 1701. La Llei volia impulsar la creació d'una institució per formar ministres i líders. Poc després, un grup de deu ministres congregacionistes, Samuel Andrew, Thomas Buckingham, Israel Chauncy, Samuel Mather (nebot de Increase Mather), el reverend James Noyes II (fill de James Noyes), James Pierpont, Abraham Pierson, Noadiah Russell, Joseph Webb i Timothy Woodbridge, tots els antics alumnes de Harvard, Re Branend, van conèixer l'estudi de Samuel Russell a Harvard per formar la biblioteca de l'escola. El grup, liderat per James Pierpont, és conegut com "The Founders" (en català, Els fundadors).
Coneguda des del seu origen com la "Collegiate School", la institució va obrir a casa del seu primer rector, Abraham Pierson, que és considerat el primer president de Yale. Pierson vivia a Killingworth. L'escola es va traslladar a Saybrook el 1703, quan el primer tresorer de Yale, Nathaniel Lynde, va donar un terreny i un edifici. El 1716 es va traslladar a New Haven.
Mentrestant, van anar creixent les desavinences a Harvard entre el seu sisè president, Increase Mather, i la resta del clergat de Harvard, a qui Mather considerava cada cop més liberal, lax eclesiàsticament i que donava poc pes a la política de l'Església. El feu va fer que els Mathers defensessin la Collegiate School amb l'esperança que mantingués l'ortodòxia religiosa puritana d'una manera que Harvard no ho havia fet. El reverend Jason Haven, ministre de la Primera Església i Parròquia de Dedham, a Massachusetts, havia estat considerat per a la presidència a causa de la seva teologia ortodoxa i "la pulcritud, la dignitat i la puresa de l'estil [que] superen les de tot el que s'han esmentat", però va ser ignorat a causa del seu "estat de salut molt favorable i dèbil".

## Perfil acadèmic

### Pregrau
L'única escola de Yale que ofereix un Bachelor of Arts (títol nord-americà de grau) és Yale College, on hi ha 4.664 estudiants matriculats. Per tal de graduar-se, un alumne ha de completar els requisits d'una àrea d'especialització (major) i un seguit d'assignatures a escollir en diverses disciplines fora de l'especialització (distributional requirements).

### Postgrau
Yale compta amb diverses escoles de postgrau que ofereixen formació de segon i tercer cicle. Hi ha un total de 7.357 alumnes de postgrau. Són especialment conegudes l'Escola de Dret, per la quantitat de graduats que han esdevingut candidats a la presidència dels Estats Units, i la d'Arts Dramàtiques, on han estudiat múltiples actors guanyadors d'Oscars.

### Sistema bibliotecari
La Universitat Yale té el segon sistema bibliotecari més gran de qualsevol universitat. L'edifici principal del sistema és la Sterling Memorial Library, d'inspiració neogòtica, però els llibres rars i els facsímils s'emmagatzemen a la Beinecke Rare Book and Manuscript Library.

### Rànquings
| Publicació               | Posició |
| ------------------------ | ------- |
| Forbes                   | 2       |
| QS                       | 6       |
| Times Higher Education   | 3       |
| US News and World Report | 5       |
| Washington Monthly       | 4       |

| Publicació                                    | Posició |
| --------------------------------------------- | ------- |
| Academic Ranking of World Universities (ARWU) | 11      |
| QS                                            | 14      |
| Times Higher Education                        | 9       |
| US News and World Report                      | 11      |

## Vida estudiantil
La vida social dels alumnes de pregrau està organitzada al voltant dels colleges als quals pertanyen els estudiants. Tot i que la majoria resideixen a la zona coneguda com Old Campus ("campus vell") durant el primer any, a partir del segon es poden instal·lar al seu college. Cada college disposa del seu propi refectori, biblioteca i sales comunes, havent-se inspirat en l'estructura d'Anglaterra. Tanmateix, a diferència del que passa a Oxbridge, els col·legis de Yale només són institucions residencials, i la docència està centralitzada per la universitat.
El darrer any del primer cicle, els estudiants es poden unir a societats secretes que els ho ofereixin. Algunes de les societats secretes més famoses són Skull and Bones, Scroll and Key i Sage and Chalice.
La rivalitat entre Yale i Harvard és la més antiga i intensa de l'Ivy League i involucra l'aspecte acadèmic i esportiu, des de l'equip de rem fins al de futbol americà, esport inventat precisament per un entrenador de Yale. Aquest partit és conegut com "The Game".

## Antics alumnes
Yale ha produït alumnes destacats en diferents àmbits. Tot i ser una universitat relativament petita, s'han graduat més presidents dels Estats Units de l'era moderna que en qualsevol. Des de 1972 fins a 2016, un graduat de Yale ha estat present en la contesa per a la presidència, i sis graduats de la universitat han guanyat el Premi Nobel des de 1994. D'acord amb la revista Fortune, Yale ha graduat més directors executius de companyies del Fortune 500 que qualsevol altra universitat. Segons el president de la universitat Richard C. Levin, Yale està concentrada a educar líders que puguin operar en el marc internacional.
Actors com Jodie Foster i Edward Norton són graduats de Yale College, mentre que Paul Newman i Meryl Streep són exalumnes de l'Escola d'Arts Dramàtiques. En l'àmbit catalano-parlant, destaquen l'economista català Xavier Sala i Martín, qui hi va exercir de professor, i el polític andorrà Juli Minoves, que hi va estudiar ciències polítiques

## En la cultura popular
La Universitat Yale és un referent cultural per ser una institució on estudien alguns dels membres considerats més elitistes de la societat i tant els seus terrenys, com els antics alumnes i els estudiants han estat retratats de manera destacada a la ficció i la cultura popular dels EUA. Per exemple, la novel·la d'Owen Johnson Stover at Yale segueix la carrera universitària de Dink Stover, i Frank Merriwell, el model de tota la ficció esportiva juvenil posterior, que juga a futbol, beisbol, tripulació i pista a Yale mentre resol misteris. La Universitat Yale també s'esmenta a la novel·la de F. Scott Fitzgerald El gran Gatsby . El narrador, Nick Carraway, va escriure una sèrie d'editorials per a Yale News, i Tom Buchanan va ser "un dels esportistes en la posició de finalistes de futbol americà més poderosos que mai va jugar a futbol" per a Yale.

## Col·legis majors
Llista oficial de col·legis majors de Yale:
- Pauli Murray College, en honor a l'advocada i activista social Pauli Murray. És un dels col·legis nous juntament amb Benjamin Franklin College.
- Benjamin Franklin College. És un dels col·legis nous juntament amb Pauli Murray College.
- Pierson College, en honor al primer rector de Yale, Abraham Pierson.
- Davenport College, en honor al Rev. John Davenport (es coneix com a "DPort").
- Jonathan Edwards College, en honor al teòleg Jonathan Edwards (generalment anomenat "J.E.").
- Branford College, en honor a Branford (Connecticut).
- Saybrook College, en honor a Old Saybrook (Connecticut).
- Trumbull College, en honor a Jonathan Trumbull, governador de Connecticut.
- Berkeley College, en honor al Rev. George Berkeley.
- Grace Hopper College, en honor a Grace Murray Hopper (es coneix com a "Hopper").
- Silliman College, en honor a Benjamin Silliman.
- Timothy Dwight College, en honor dels presidents de la universitat, Timothy Dwight IV i Timothy Dwight V (es coneix com a "T.D.").
- Ezra Stiles College, en honor al Rev. Ezra Stiles, conegut com a "Stiles".
- Morse College, en honor a Samuel Morse.

## Galeria

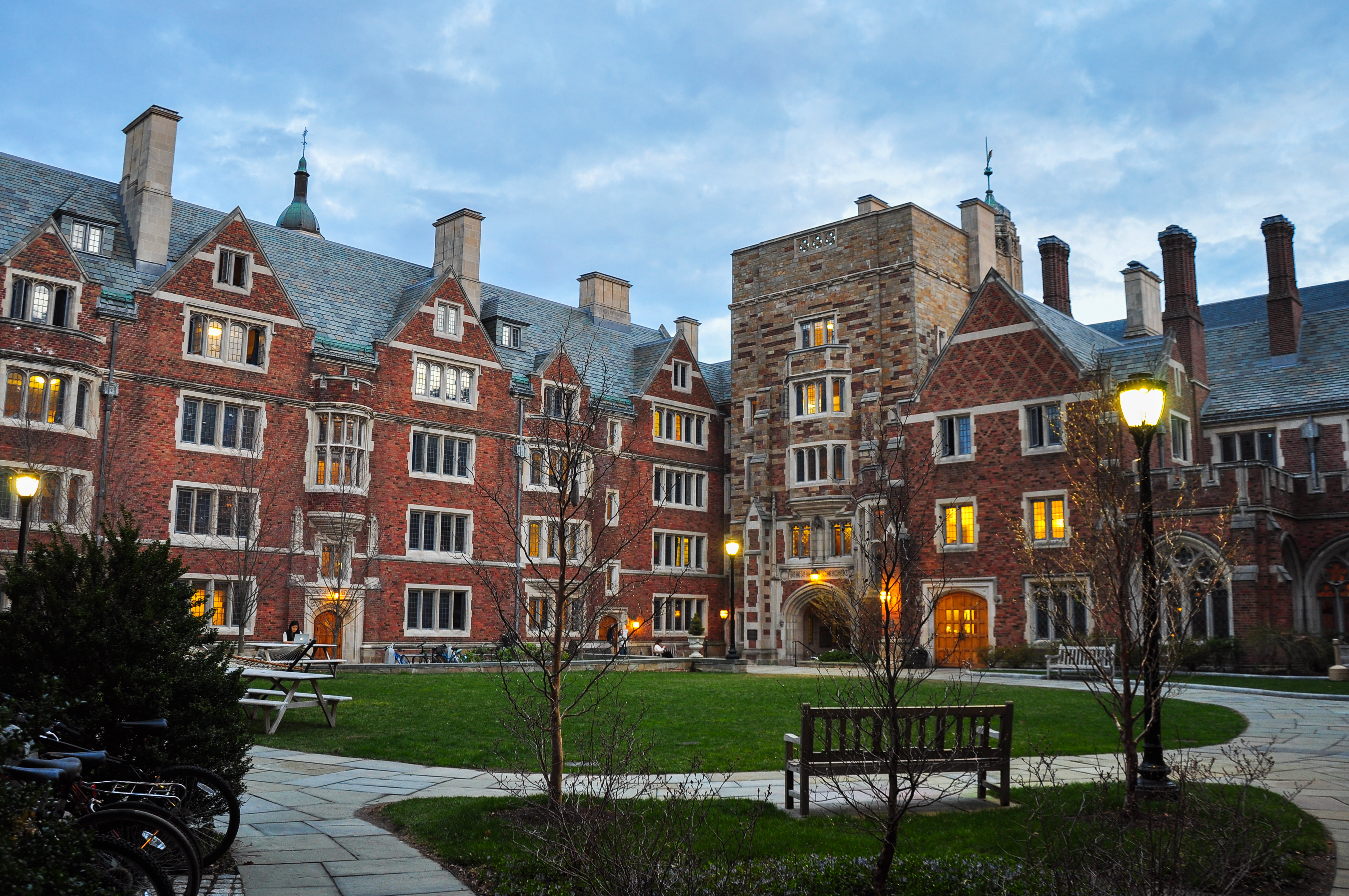
Grace Hopper College
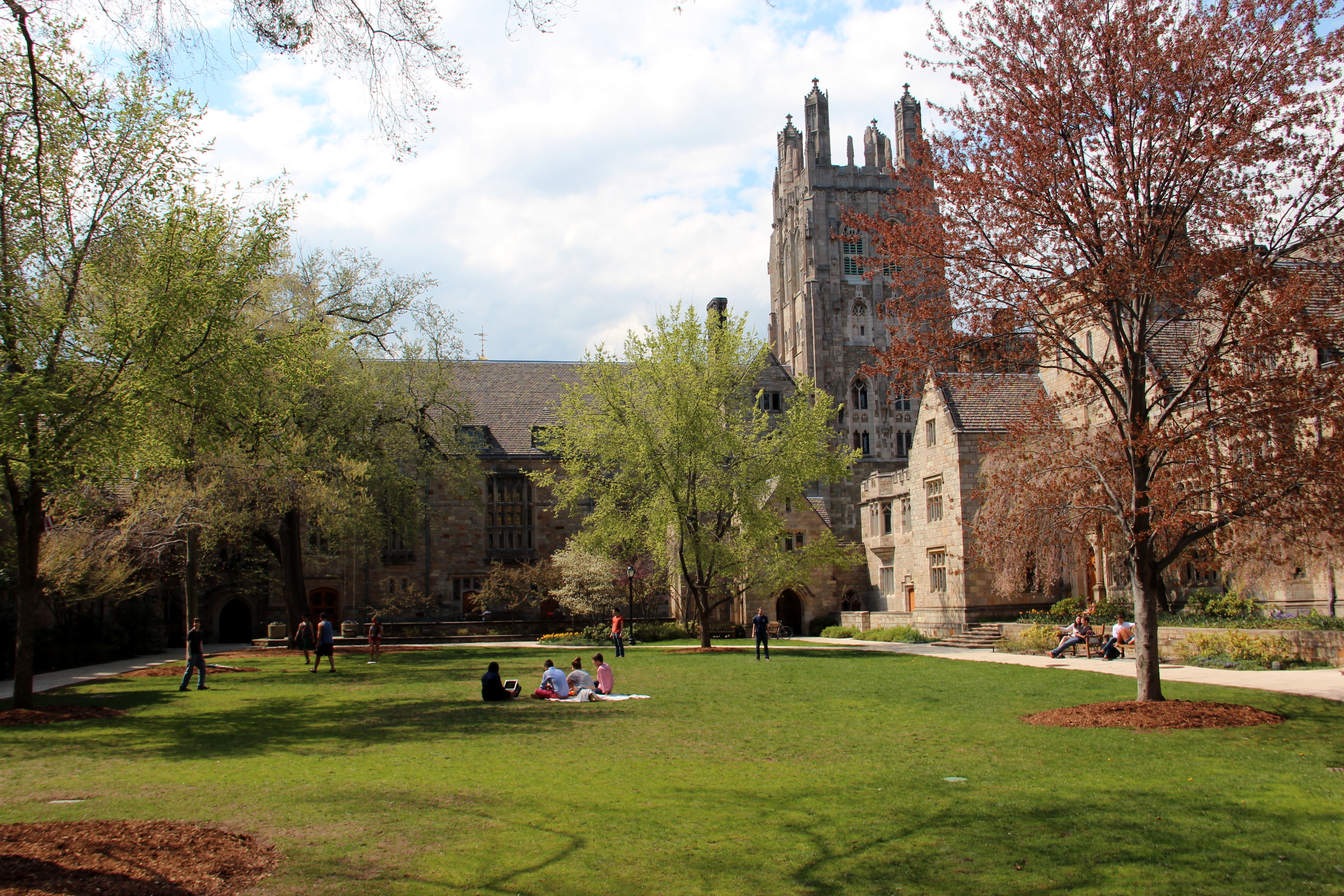
Branford College
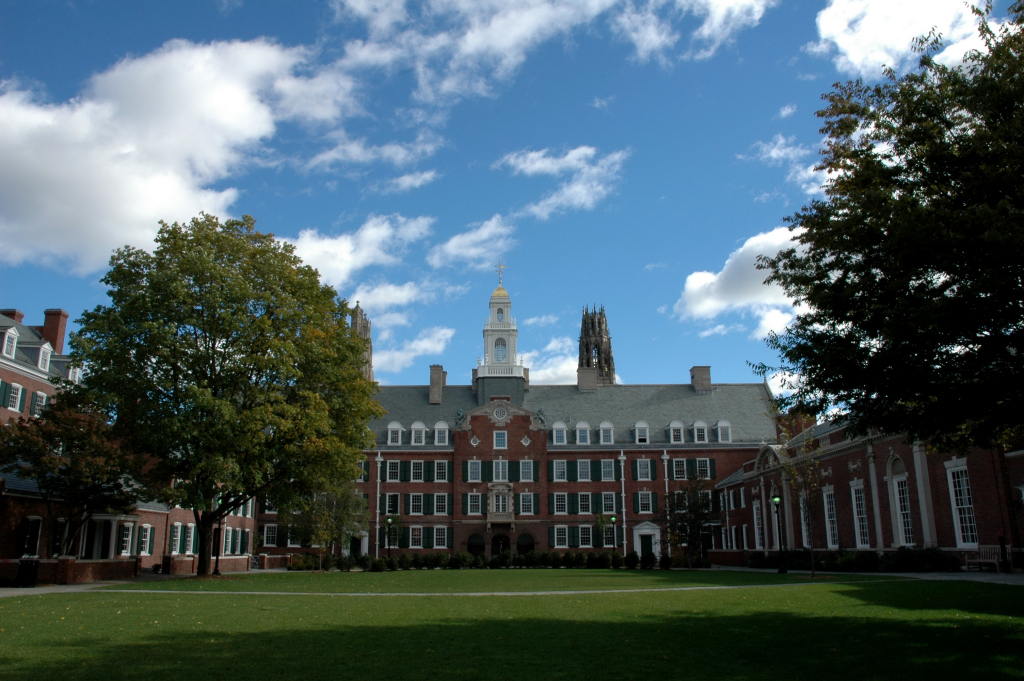
Davenport College
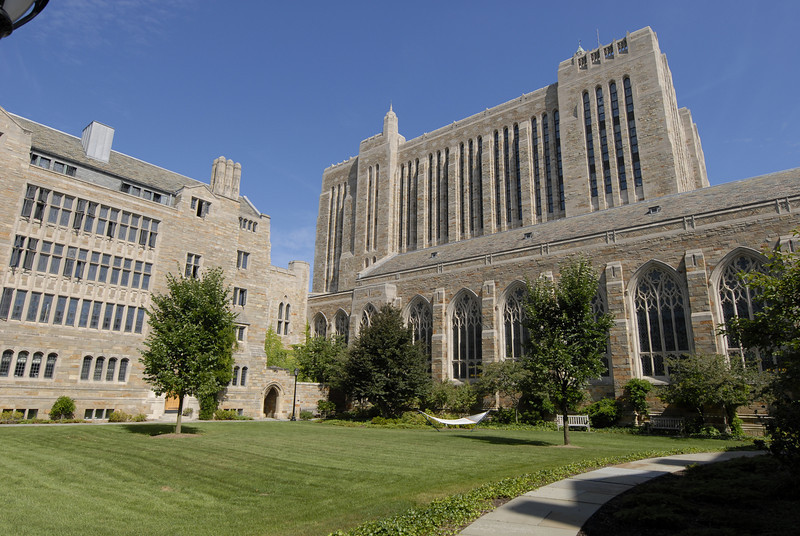
Trumbull College
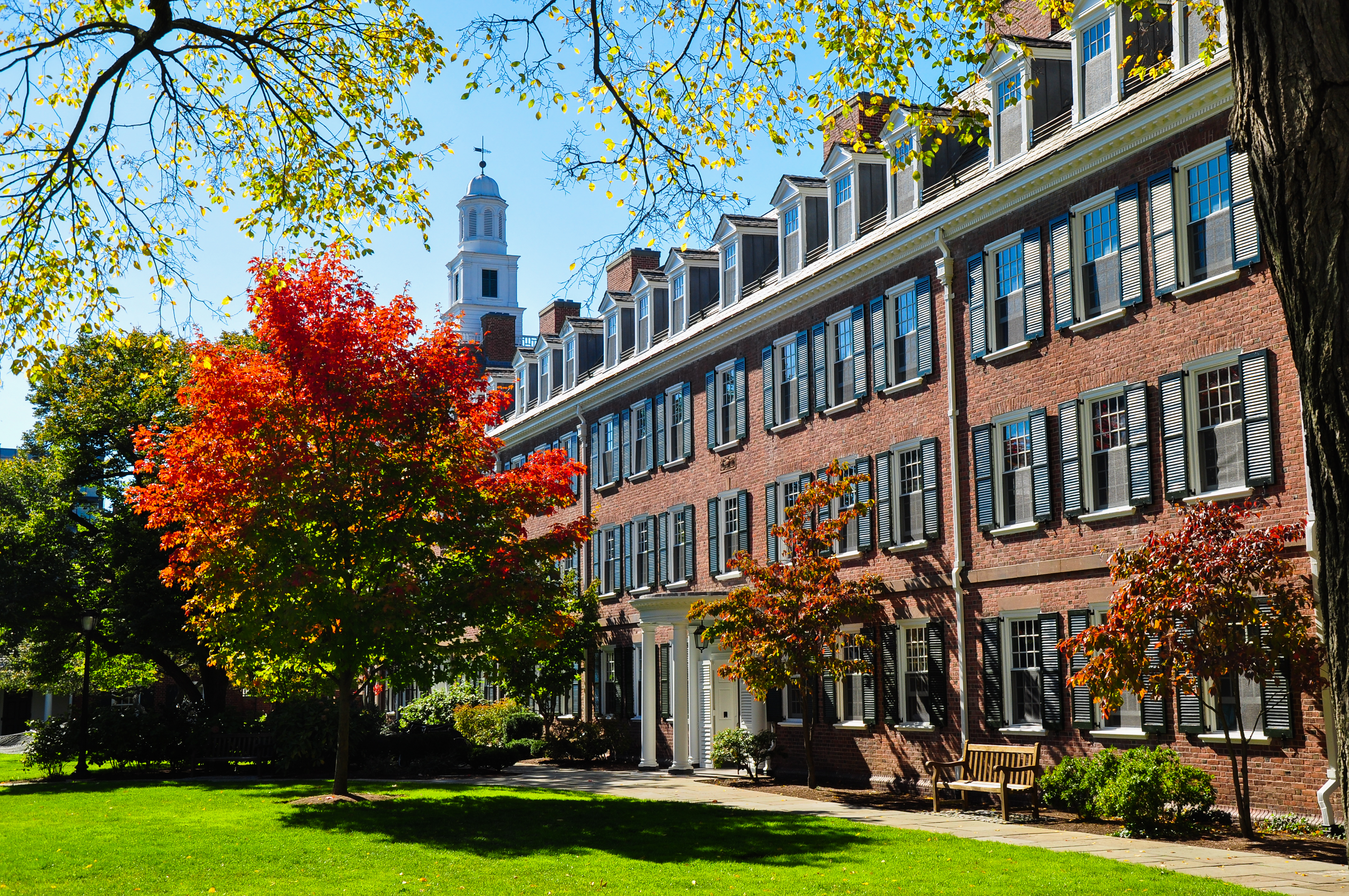
Pierson College